# Группа армий

Условный знак для обозначение групп армий в NATO — OTAN и ВС США.

Группа армий — высшее оперативно-стратегическое объединение (армий) сухопутных войск на театре военных действий в вооружённых силах некоторых государств. В группе часто более чем две армии, иногда именуется армада.
Наименования:
- по-немецки — нем. Heeresgruppe[1] (Войсковая группа).
- по-английски — англ. Army group (Группа армий).

В Российской империи, Советском Союзе и Японии примерным аналогом был фронт. В ВС СССР Армейская группа временное формирование из состава армии, например Северная армейская группа.
В Российской Федерации аналогом является группировка войск, имеющая в своём составе как авиационные, так и сухопутные подразделения.

## История

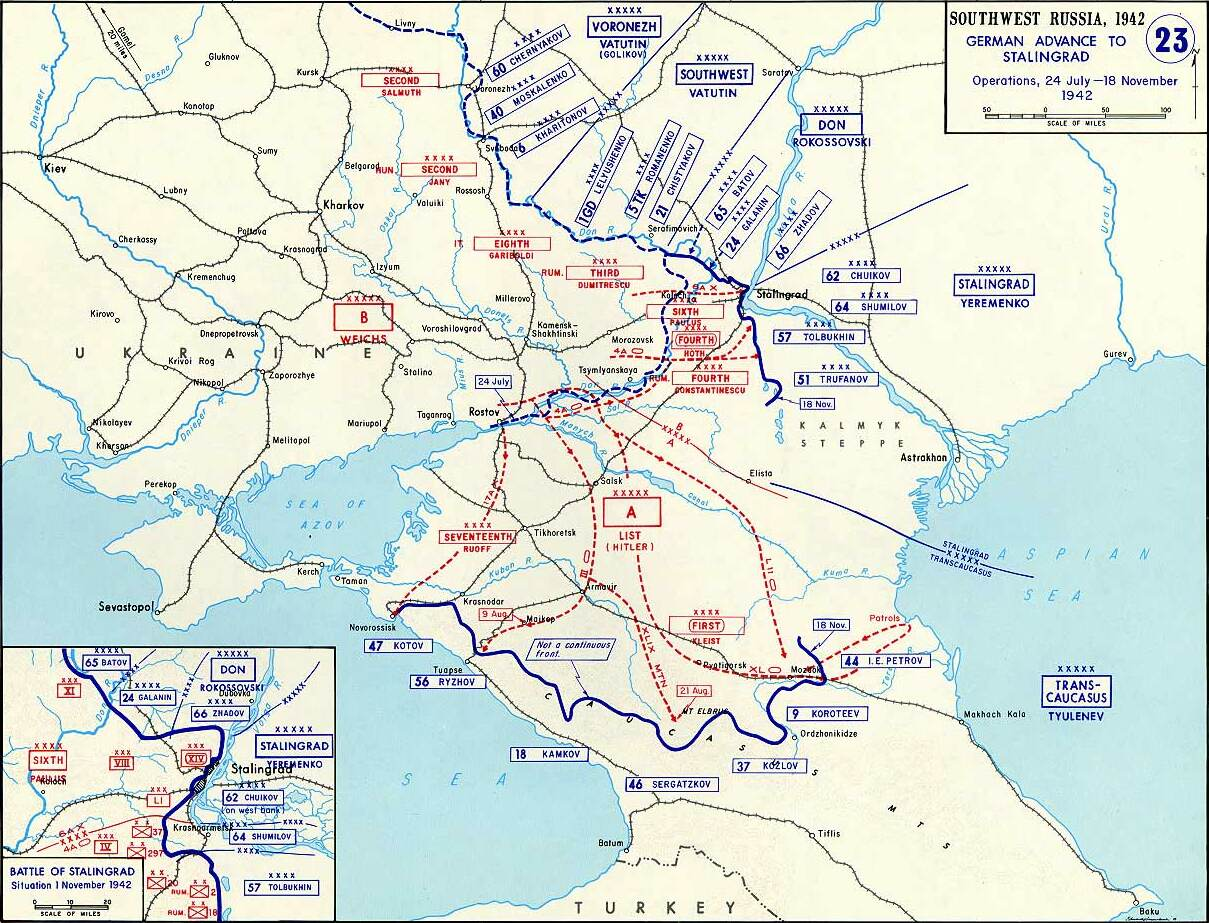
Наступление формирований ВС Третьего рейха, на Восточном фронте: июнь — ноябрь 1942 года, англосаксонские условные знаки.

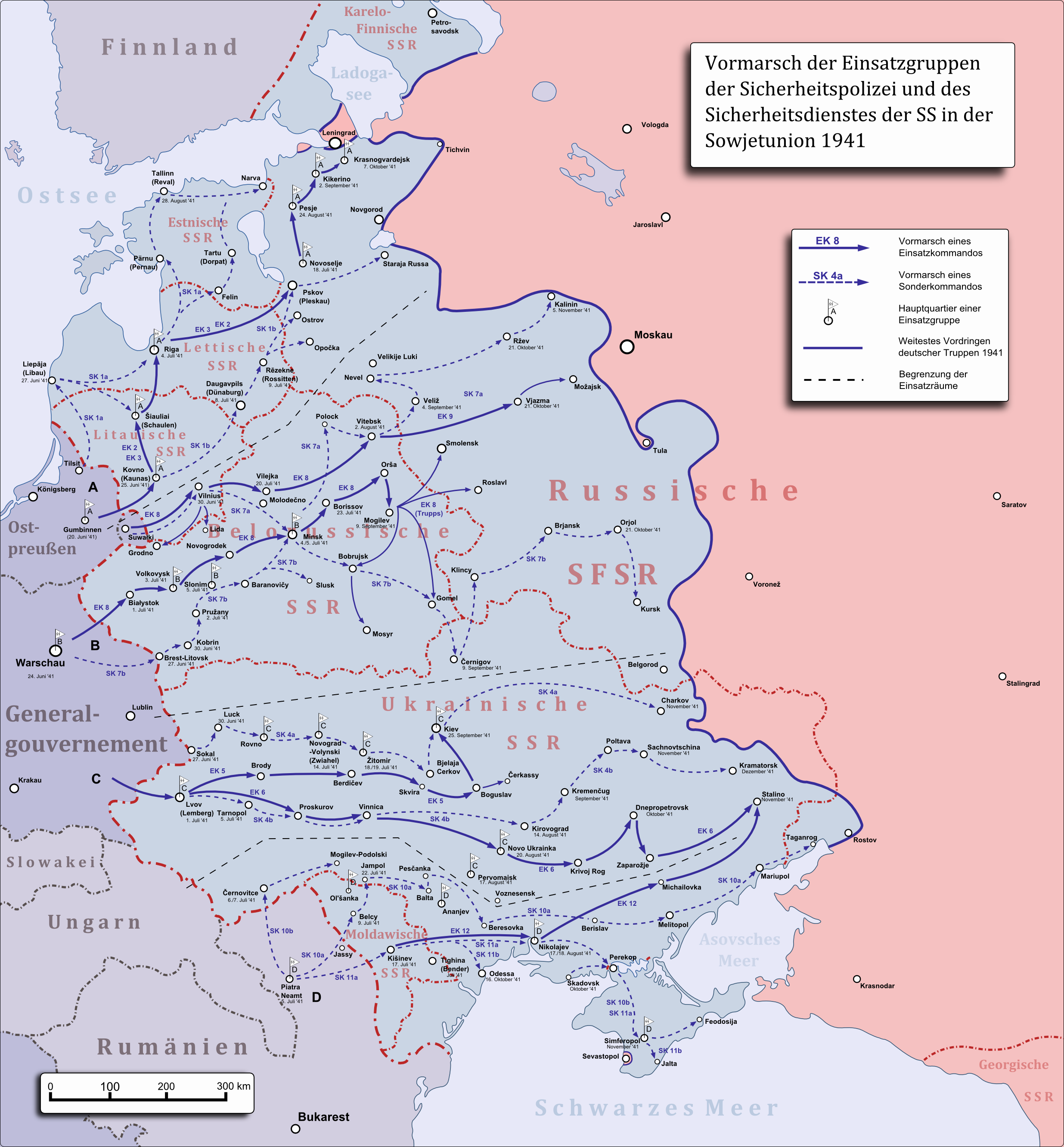
Продвижение групп армий и айнзацгрупп A, B, C, D на оккупированных территориях Советского Союза в зоне действия групп армий вооружённых сил Германии (вермахта), их сателлитов и союзников, 1941 год.
Условные обозначения:
EK8 — № и маршрут движения айнзацкоманды;
SK4a — № и маршрут движения зондеркаманды;
флажок — место дислокации и наименование айнзацгруппы;
сплошная линия — продвижение войск групп армий;
пунктирная линия — границы действия айнзацгрупп.

Группа армий как формирование возникло в период Первой мировой войны в России, Германии и некоторых других государствах. Наибольшее количество групп армий существовало в период Второй мировой войны. Существовали данные формирования и в послевоенный период. Так, основу объединённых вооружённых сил (ОВС) NATO — OTAN в Европе во времена Холодной войны составляли две группы армий, входившие в состав Объединенных сил Центральной Европы (AFCENT, ОСЦЕНТ):
- Северная группа армий — СЕВАГ (NORTHAG),
- Центральная группа армий — ЦЕНТАГ (CENTAG).

Командование группой армий осуществлял командующий в звании генерал-фельдмаршала или генерал-полковника (в Германии). В качестве первого помощника выступает начальник штаба.
В начале XXI века термин группа армий перестаёт использоваться.

## Наименование
Единого варианта наименования групп армий не было и нет, всё зависит от развития военного дела того или иного государства. В ВС Германии каждый военный округ сформировывал, в особый период группу армий, и ей присваивалась буква латинского алфавита округа, например военный округ «A» — группа армий «A». Некоторые государства в названии группы армий отображали их географическое положение (место действия):
- группа армий «Африка»;
- группа армий «Курляндия»;
- и так далее.

Во время Первой мировой войны группы армий часто назывались в честь своего командующего (группа армий наследного принца). Иногда группы армий назывались только одной буквой: группа армий «B», группа армий «F». В вооружённых силах США, Великобритании, Франции и Китая во время Второй мировой войны использовались номерные обозначения групп армий (3-я группа армий, 6-я группа армий и т. д.).

## Формирования

### Вооружённых сил нацистской Германии
Временные формирования вооружённых сил нацистской Германии:
- Группа армий «А»[5];
- группа армий «Б»;
- группа армий «Ц»;
- группа армий «Д»;
- группа армий «Е»;
- группа армий «Ф»;
- группа армий «Г»;
- группа армий «Х»;
- группа армий «Африка»;
- группа армий «Дон»;
- группа армий «Север»[6];
- группа армий «Юг»;
- группа армий «Центр»;
- группа армий «Курляндия»;
- группа армий «Северная Украина»;
- группа армий «Южная Украина»[7].

### Группы армий других государств
- 1-я группа армий[англ.]
- 6-я группа армий
- 11-я группа армий[англ.]
- 12-я группа армий
- 15-я группа армий
- 18-я группа армий
- 21-я группа армий

### Формирования НАТО
Формирования НАТО:
- Североевропейская армейская группа — СЕВАГ (NORTHAG);
- Центральная армейская группа — ЦЕНТАГ (CENTAG).